# 志摩市浜島磯体験施設「海ほおずき」

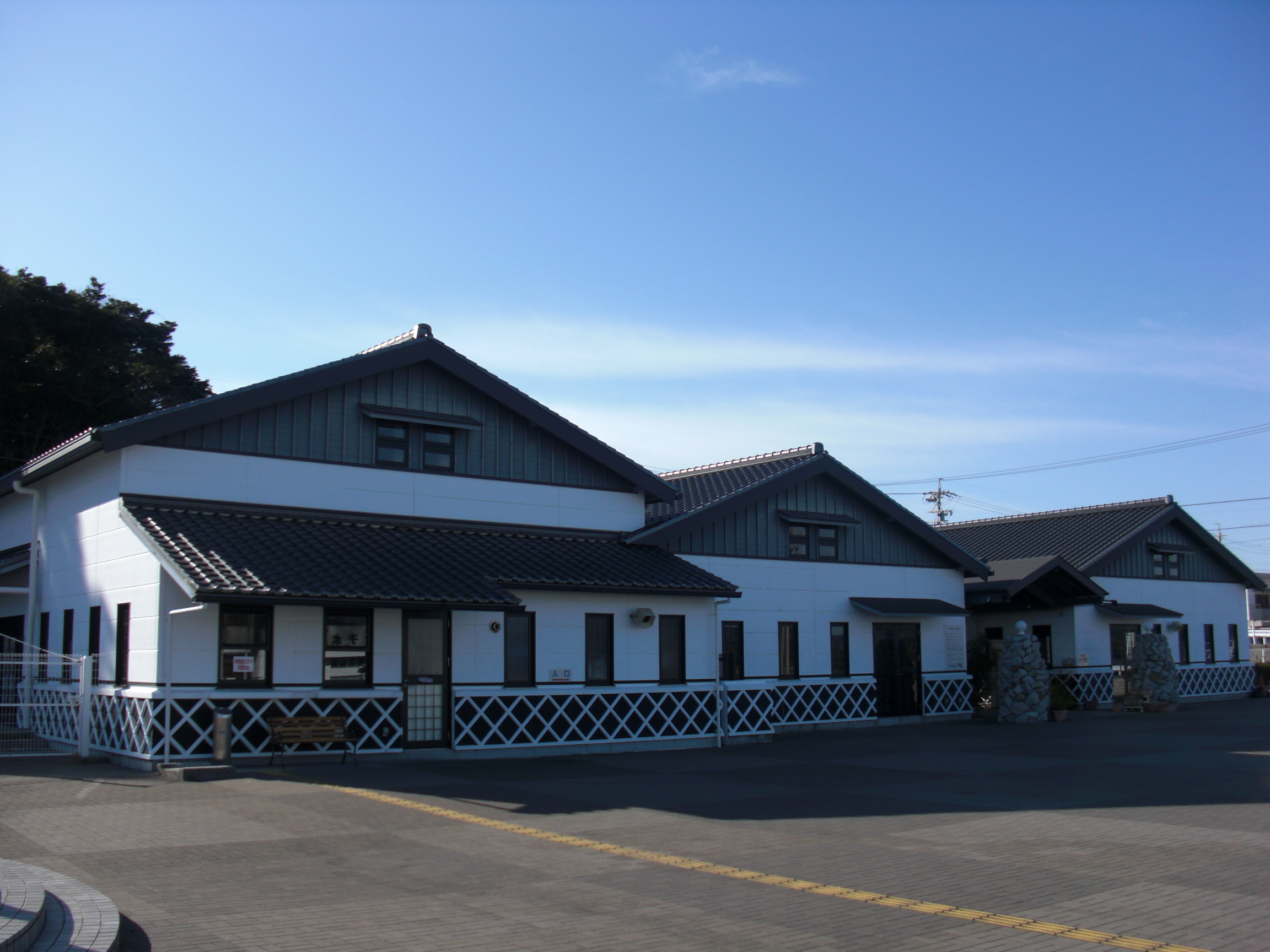
ふるさと味番屋・無限亭・ひもの創房

志摩市浜島磯体験施設「海ほおずき」（しましはまじまいそたいけんしせつ「うみほおずき」）は三重県志摩市にある、同市が運営する観光施設。4つの施設から構成されている。 

## 概要
旧・浜島町が「元気な漁村づくり計画」及び「浜島町第四次総合計画」に基づいて2か年事業で建設した観光施設。一度に150名程度の入場が可能で、伊勢志摩への修学旅行生の来場もある。
志摩市はこの施設を浜島地区における観光の核と位置付けており、大口秀和市長が自ら「マグロの解体ショー」を披露したことがある。「ほうほうのほうちゃん」というキャラクターがいる。
浜島港及び賢島港の2港一帯は2017年（平成29年）6月にみなとオアシスに登録していて、当館はみなとオアシス志摩の代表施設である。
- 営業時間：9時30分から17時まで[2]
  - 施設、季節により変動あり
- 定休日：火曜日（祝日の場合は翌日）、年末年始
  - 夏期は無休[2]、「わんぱく磯」は11月から3月まで全休

## 施設
- わんぱく磯 - 海ほおずきの核となる施設。「潮が引いた時の磯のおもしろさ」[6]を体験できるよう、潮の干満を再現する水深の異なる2つの「磯」がある[7]。ヒトデやカニなど磯に生息する生物約600種を飼育する[2]。この施設のみ11月から3月の間は休業する。
- ふるさと味番屋 - 志摩地方産の魚介類を使った郷土料理・漁師の料理を朝食でいただける。要予約。[7]
- 無限亭 - 地元の漁師らが講師となって、海洋生物や海の風習などを学べる体験施設。[7]
- ひもの創房 - 干物作り体験ができる。要予約。[7]

## イベント
ゴールデンウィークに「はまじま・サザエさん物語」が開催される。2013年（平成25年）は5月3日10時から14時にサザエのつかみ取りや袋詰め、かつおばーがーの早食い大会、大口秀和市長のかつお捌き教室が開催された。

## 沿革
- 2004年（平成16年）
  - 3月27日 - 竣工式を挙行。[4]
  - 4月1日 - 浜島町磯体験施設「海ほおずき」として開設[7]。
  - 10月1日 - 市町村合併に伴い、現在の名称に改称。
- 2007年（平成19年）5月25日 - FM三重のラジオ番組『みえチュー Weekend Navi』で紹介される[9]。

## 交通
- 所在地 - 三重県志摩市浜島町浜島465番地14
- 近鉄志摩線 鵜方駅から三重交通バス 宿浦行き乗車、浜島下車、徒歩15分。
- 賢島港から志摩マリンレジャー定期船乗船、浜島基地下船、徒歩2分。
- 伊勢自動車道 玉城ICからサニーロード経由、または伊勢西ICから伊勢道路経由。どちらも約1時間。国道260号沿い。
  - 駐車場：70台

## 関連項目

海ほおずきに置かれたガメラ

## 周辺
- 浜島港
- 三重県水産研究所
- 三重県栽培漁業センター
- B&G浜島海洋センター
- 矢取島